# Тексашки масакр моторном тестером (филм из 2022)
Тексашки масакр моторном тестером 9 (енгл. Texas Chainsaw Massacre) амерички је слешер хорор филм из 2022, режисера Дејвида Блуа Гарсије са Саром Јаркин, Елси Фишер, Моом Данфордом, Олвен Фурије, Алис Криге и Марком Бернамом у главним улогама. Представља наставак оригиналног филма Тоба Хупера из 1974, као и девето остварење у франшизи. Радња је смештена 50 година након првог дела и прати серијског убицу непознатог идентитета, познатог као „Ледерфејс”. Док он прогони групу тинејџера који су одговорни за смрт жене која је водила рачуна о њему, Сали Хардести, једина преживела из првог масакра, прати траг убистава како би га пронашла и окончала његов 50-годишњи крвави пир.
Снимање је почело 17. августа 2020, у Бугарској. Олвен Фурије заменила је у улози Сали Хардести Мерилин Бернс, која је преминула 2014. Такође, Марк Бернам је у улози „Ледерфејса” заменио Гунара Хансена, који је преминуо 2015. И Бернс и Хансен приказују се у филму кроз архивске снимке и фотографије из првог дела. Џон Ларокет вратио се као наратор из оригиналног филма и римејка из 2003. године.
Филм је објављен 18. фебруара 2022. на Нетфликсу. Добио је веома помешане и генерално негативне оцене публике и критичара. На сајту Ротен томејтоуз оцењен је са 30%, а на Метакритику са 35% Највише негативних критика упућено је због сличности са идејом филма Ноћ вештица 11: Суочи се са судбином (2018) и начином на који је обрађен лик Сали Хардести.

## Радња
Готово 50 година након Ледерфејсовог убилачког пира 1973, млади предузетници Мелоди и Данте, Мелодина сестра Лајла и Дантеова девојка Рут отпутују у напуштени тексашки градић Харлоу да излицитирају стара имања, како би створили помодну, џентрификовану област. Прегледајући оронуло сиротиште, група открије да у њему још увек живи старица по имену Вирџинија "Џини" Макамбер. Када она устврди да има папире по којима је она још увек власница имања, настане препирка, коју накратко прекине нечујан висок човек са спрата. Џини затим доживи инфаркт и на путу је ка болници, у друштву Рут и дотичног човека.
Инвеститорка Кетрин, заједно са групом потенцијалних купаца, довезе се у Харлоу у великом аутобусу, одвративши пажњу Мелоди и Дантеу. У међувремену се Лајла спријатељи са локалним аутомеханичаром, Риктером, и открије да је преживела пуцњаву у школи, услед чега је развила фобију од ватреног оружја. Џини умре на путу ка болници; Рут обавести Мелоди СМС поруком пре него што човек помахнита и побије особље хитне помоћи, услед чега возило слети с пута и слупа се. Када се Рут освести, она види човека, за којег се испостави да је Ледерфејс, како сече кожу са Џининог лица и стави је на своје лице као маску. Рут успева да позове помоћ путем радија пре него што је убије Ледерфејс, који се затим упути натраг ка Харлоуу.
У току лицитације имања Мелоди прочита Рутине СМС поруке и спрема се да оде са Лајлом. Риктер их чује како разговарају о Џининој смрти и одузме им кључеве, приставши да им их врати кад прибаве доказе да су правично избацили Џини из њеног дома. Мелоди и Данте се врате у сиротиште да их нађу. У међувремену, Сали Хардести, једина преживела из Ледерфејсовог претходног убилачког пира, а сада утренирана ренџерка, сазна за напад на Рут и изађе напоље да испита ствар. У сиротишту Мелоди пронађе папире и схвати да је Џини неправично избачена. Ледерфејс стигне у сиротиште и нападне Дантеа, унаказивши га. Мелоди се сакрије док Ледерфејс узима моторну тестеру из своје спаваће собе.
У предвечерје олуја погоди Харлоу, а Кетрин и Лајла се склоне у аутобус са купцима. Данте успева да се истетура из сиротишта, где га открије Риктер пре него што искрвари на смрт. Риктер уђе у сиротиште, где га Ледерфејс нападне и убије. Пре него што подлегне повредама, Риктер извади кључеве од аутомобила и аутобуса. Мелоди их покупи, а затим побегне из куће и врати се Лајли. Оне уђу у аутобус, а за петама им је Ледерфејс, који почне да коље све људе у аутобусу, укључујући и Кетрин. Мелоди и Лајла избегну покољ и налете на Сали, која их закључа у свом аутомобилу пре него што уђе у сиротиште да се коначно нађе очи у очи са Ледерфејсом. Она упери пушку у њега, захтевајући од њега да се сети патње коју је наметнуо њој и њеним пријатељима, али Ледерфејс не проговори ни речи, а затим се одшета. Ледерфејс потом нападне сестре у Салином аутомобилу, али их спасе Сали, која га упуца. Сали да Мелоди кључеве да се одвезу из града пре него што крене за Ледерфејсом.
Ледерфејс заскочи и смртно повреди Сали. Мелоди удари Ледерфејса Салиним аутом пре него што се закуца у оближњу зграду; Мелоди је заробљена, али нареди Лајли да побегне. Када се Ледерфејс појави, Мелоди се извини због онога што је учинила Џини. Када он крене на њу, Лајла покуша да га упуца, али јој је пушка празна. Сали га упуца уместо ње, а он побегне. Пре него што умре, она охрабри Лајлу да не бежи, пошто ће је он заувек прогонити. Лајла потом узме Салину пушку и да се у потеру за Ледерфејсом у напуштеној згради, где је он заскочи и нападне. Мелоди стигне и узме Ледерфејсову моторну тестеру пре него што га посече њоме у горњем пределу тела, оборивши га у базен са водом, где он потоне на дно. Њих две побегну, а Лајла нађе Салин ренџерски шешир и стави га на главу пре него што отпочне јутарњу вожњу.
Међутим, појави се Ледерфејс, још увек жив, и извуче Мелоди из аута пре него што јој одсече главу моторном тестером. Ужаснута Лајла посматра док је аутомобил у режиму аутоматске вожње одвози из Харлоуа. Ледерфејс заплеше на улици са својом моторном тестером и Мелодином главом.
У сцени иза одјавне шпице Ледерфејс се упути ка кући у којој се догодио његов првобитни масакр.

## Улоге
| Глумац         | Улога                      |
| -------------- | -------------------------- |
| Сара Јаркин    | Мелоди „Мел”               |
| Елси Фишер     | Лајла                      |
| Мо Данфорд     | Риктер                     |
| Олвен Фурије   | Сали Хардести              |
| Марк Бернам    | „Ледерфејс”                |
| Алис Криге     | госпођа Вирџинија Макамбер |
| Џејкоб Латимор | Данте Спајви               |
| Нел Хадсон     | Рут                        |
| Џесика Алејн   | Кетрин                     |
| Сем Даглас     | Херб                       |
| Вилијам Хоуп   | шериф Хетавеј              |
| Џолион Кој     | заменик шерифа             |